# Ghisa malleabile
Tale ghisa, risalente al XVIII secolo, contiene grafite in forma di fiocchi grazie alla decomposizione termica della cementite presente nella ghisa bianca a seguito di un trattamento termico di ricottura (malleabilizzazione): partendo dalla ghisa bianca non legata, in pezzi di piccolo spessore (e questo è un notevole limite nella produzione di ghisa malleabile), il processo termico prevede un riscaldamento a 950 °C per molte ore in modo da favorire la decomposizione
Fe3C → 3 Fe + Cg
La formazione di grafite in fiocchi (in una matrice ferritica o perlitica) conferisce maggiore snervamento e duttilità, avvicinandosi in questo all'acciaio dolce.
Alla ghisa vengono aggiunti elementi di lega per migliorarne alcune proprietà ad esempio un tenore di rame tra lo 0.25 e l'1.25% aumenta la resistenza alla corrosione, mantenendo elevata durezza, carico di rottura e di snervamento e duttilità.
Le caratteristiche meccaniche delle ghise malleabili sono superiori a quelle delle ghise grigie.
Le ghisa malleabili sono ormai quasi completamente sostituite dalle ghise sferoidali.
Ingiustamente a volte considerata come un materiale vecchio e superato, la ghisa malleabile ha ancora una sua importanza: è la scelta opportuna per prodotti di piccola sezione e per prodotti che debbano resistere a bassa temperatura.
La ghisa malleabile è utilizzata nel campo ferroviario, motoristico in genere, per il valvolame, rubinetteria, raccorderia, montaggi elettrici, utensili a mano, rondelle, staffe, strumenti agricoli.